# Wilhelm Uhlig (Bildhauer)
Wilhelm Uhlig (* 28. Januar 1930 in Guttenberg; † 5. August 2022 in Nürnberg) war ein deutscher Bildhauer.

## Leben und Werk
Von 1951 bis 1959 studierte er an der Akademie der Bildenden Künste in Nürnberg bei Hans Wimmer.
1972 übernahm Uhlig eine Professur an der Akademie der Bildenden Künste Nürnberg. Zu seinen Studenten gehörten u. a. Michaela Biet, Hannes Arnold, Yoshimi Hashimoto und Clemens Heinl. Von 1984 bis 1987 war er Präsident der Akademie in Nürnberg.
1983 wurde er als ordentliches Mitglied in die Bayerische Akademie der Schönen Künste in München gewählt. Er war Mitglied der Künstlergruppe Der Kreis.

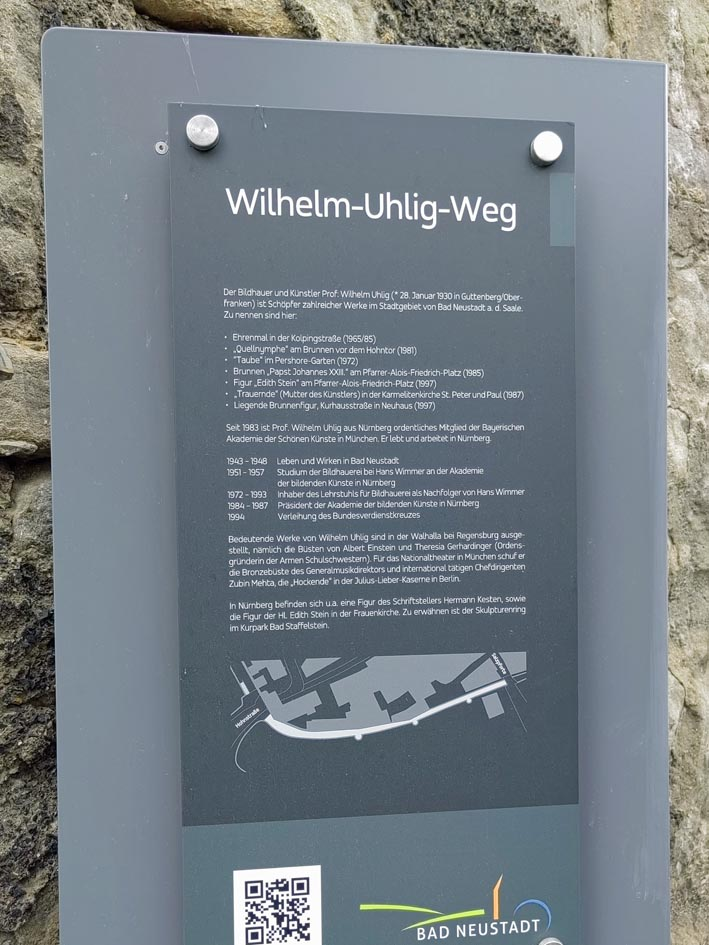
Wilhelm-Uhlig-Weg an der Stadtmauer von Bad Neustadt

Seit 1951 verband ihn eine enge Freundschaft Bildhauerkollegen Walter Ibscher, mit dem er an der Akademie der Bildenden Künste Nürnberg studiert hatte. Uhlig lebte und arbeitete wie Ibscher in Nürnberg, wo er im August 2022 im Alter von 92 Jahren starb.

## Arbeiten in öffentliche Sammlungen
- Büsten von Albert Einstein und Theresia Gerhardinger in der Walhalla
- Kunsthalle Schweinfurt
- Ring der Skulpturen im Kurpark Bad Staffelstein[5]
- Taube und Ursel (Bad Neustadt an der Saale – Pershore Garten)
- Trauernde (Bad Neustadt an der Saale – Aussegnungshalle Stadtfriedhof)
- Ehrenmal (Bad Neustadt – Kolpingstraße)
- Figur Edith Stein und der Brunnen Papst Johannes XXIII. (Bad Neustadt an der Saale – Pfarrer Alois-Friedrich-Platz)
- liegende Brunnenfigur (Bad Neustadt an der Saale – Kurhausstraße)
- Quellnymphe (Bad Neustadt an der Saale – vor dem Hohntor)

## Werke (Auswahl)

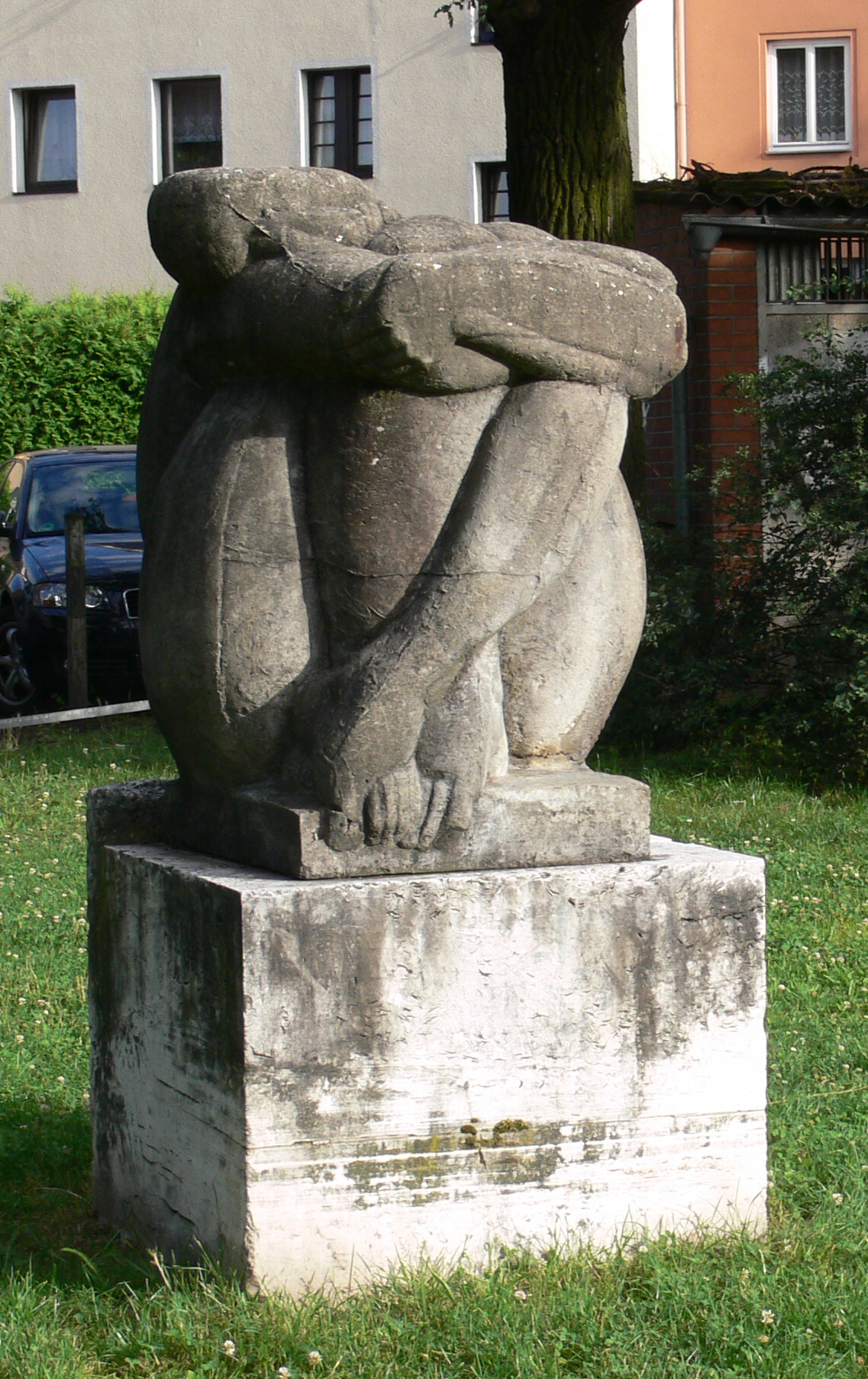
Schwarzes E in Nürnberg

- Schiller (1975) am Gymnasium Fridericianum Erlangen (nach dem Modell benannt, nicht nach dem Dichter)[3]
- Der Brucker Geiß (1995) in der Sandbergstraße im Erlanger Stadtteil Bruck (Anspielung auf Brucker Gaßhenker)[3]
- Willy Brandt (2018) in der Karl-Bröger-Straße 9 vor dem Karl-Bröger-Haus in Nürnberg[6]

## Auszeichnungen
Uhlig erhielt u. a. folgende Ehrungen:
- 1955: ars viva[8]
- Bundesverdienstkreuz 1. Klasse
- Orden Pro meritis scientiae et litterarum
- Friedrich-Baur-Preis (1991)

## Literatur

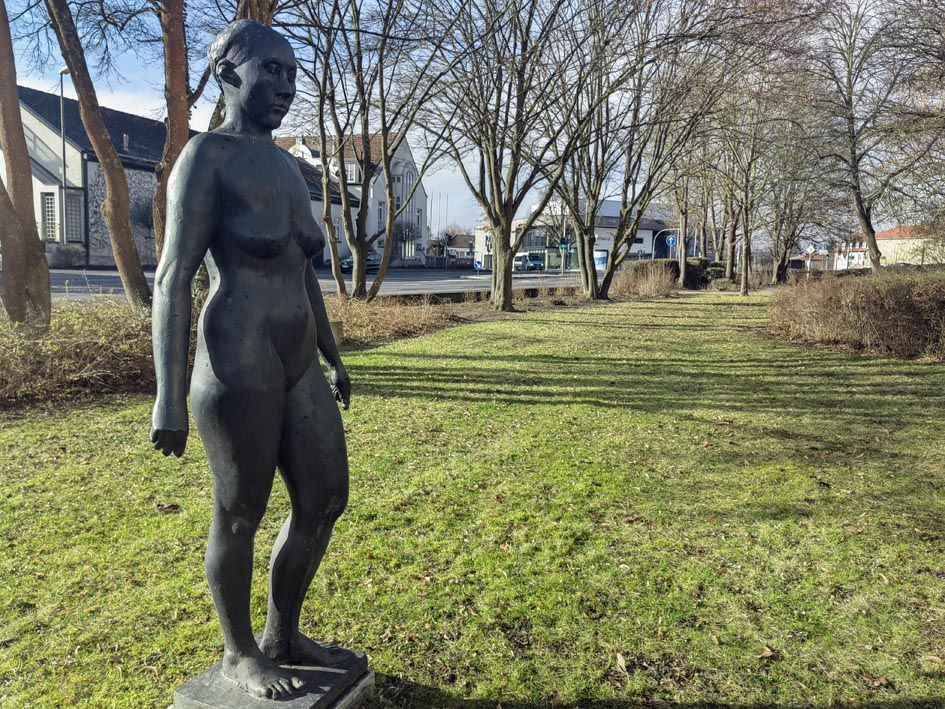
Ursel in Bad Neustadt an der Saale